# Thu Hương
Trần Thị Thu Hương (sinh năm 1970), thường được biết đến với nghệ danh Thu Hương hay Hương "tươi", là nữ diễn viên kịch nói người Việt Nam. Bà nổi tiếng qua các vở hài kịch của trong các chương trình Gala cười và Gặp nhau cuối tuần của Đài Truyền hình Việt Nam.

## Những năm đầu đời
Trần Thị Thu Hương sinh năm 1970 ở Hà Nội, là con thứ hai trong gia đình có bốn chị em gái. Năm học lớp 7, bà được bố mẹ cho sinh hoạt tại Cung Thiếu nhi Hà Nội và học kịch ở Cung Văn hóa Lao động Hữu nghị Việt Xô. Tốt nghiệp lớp 12, Thu Hương thi đỗ vào trường Đại học Sân khấu – Điện ảnh Hà Nội dù gia đình không thích cô theo nghệ thuật.

## Sự nghiệp
Năm 1991, Thu Hương ra trường, làm thực tập tại Nhà hát Tuổi Trẻ và là diễn viên trẻ tuổi nhất giành đươc giải Diễn viên xuất sắc với vai diễn trong vở Đợi đến bao giờ tại Liên hoan sân khấu nhỏ tổ chức tại Quảng Ninh. Năm 1993, bà chính thức vào biên chế của Nhà hát và thành công qua vở diễn Trò đời, biệt danh "Hương tươi" của bà do nghệ sĩ Chí Trung đặt. Sau đó bà tham gia một số tiểu phẩm Thư giãn cuối tuần và một số phim của của chương trình Điện ảnh chiều thứ bảy do Đặng Lưu Việt Bảo, Đình Thân, Hữu Mười và Đỗ Thanh Hải đạo diễn.
Trong tập niên 2000, bà được đạo diễn Khải Hưng mời tham gia trình Gala cười và thường đóng vai vợ chồng với nghệ sĩ Phạm Bằng trong các tiểu phẩm của Gặp nhau cuối tuần. Dù nổi tiếng với các vở hài kịch của Gặp nhau cuối tuần nhưng bà vẫn tự nhận hài kịch là sở đoản của mình, còn sở trường thực sự là các vai bi kịch.
Tính đến năm 2014, Thu Hương đã có 5 Huy chương Vàng từ các Hội diễn, với thành tích tương đương nghệ sĩ Tự Long, bà có thể đã đủ chỉ tiêu thành Nghệ sĩ nhân dân nhưng Thu Hương chỉ làm hồ sơ xét Nghệ sĩ ưu tú trong khi Tự Long nộp hồ sơ xét nhận danh hiệu Nghệ sĩ nhân dân. Thu Hương được phong tặng danh hiệu Nghệ sĩ ưu tú vào năm 2015. Bà từng làm người dẫn chương trình trong một vài tập của Đuổi hình bắt chữ nhưng không được thành công. Bà ít xuất hiện trên truyền hình để tập trung cho các vai diễn sân khấu.
Năm 2024, Thu Hương tái xuất trên truyền với vai bà Mến trong phim dài tập Trạm cứu hộ trái tim.

## Đời tư
Năm 2003, Thu Hương kết hôn với Hoàng Trung, người đồng nghiệp kém bà 9 tuổi. Ông từng là diễn viên Nhà hát Tuổi trẻ, sau đó chuyển sang Nhà hát Kịch Hà Nội. Họ có 2 con, một trai, một gái.

## Vai diễn

### Video âm nhạc
- 2020 - Người ơi người ở đừng về (ca sĩ Đức Phúc)[12][6]

### Sân khấu
- Cô gái đội mũ nồi xám[13]
- Cầu vồng lục sắc[13]
- Tôi đi tìm tôi[13]
- Trò đời[5]
- Cầu vồng lục sắc[9]
- Nhà có 3 chị em gái[9]

### Chương trình video
- 2011: Sĩ - Diện (đạo diễn: Bình Trọng)[14]
- 2023: Tết ta là Tết mẹ (đạo diễn Hùng Min)[15]
- 2025: Lộc xuân 4 (vai bà Xuân)[16]

### Chương trình truyền hình
- Táo Quân VTC (2017)[17]
- Táo Quân VTV
- Đuổi hình bắt chữ (dẫn chương trình)
- Gala cười
- Gặp nhau cuối tuần
- Lời tự sự[18]

### Phim truyền hình
| Năm  | Tựa đề                  | Hình thức            | Đạo diễn         | Vai diễn            | Chú thích |
| ---- | ----------------------- | -------------------- | ---------------- | ------------------- | --------- |
| 1999 | Chuyện ngày xưa         | Điện ảnh truyền hình | Đỗ Thanh Hải     | Bạn Vân Trinh       |           |
| 2001 | Phía trước là bầu trời  | Điện ảnh truyền hình | Đỗ Thanh Hải     |                     |           |
| 2005 | Nhà chật                | Điện ảnh truyền hình | Phạm Thanh Phong |                     |           |
| 2014 | Style công sở           | Sitcom               | Dương Ngọc Bảo   | bà Xuân             |           |
| 2024 | Trạm cứu hộ trái tim    | Dài tập              | Vũ Trường Khoa   | bà Mến              |           |
| 2024 | Đi giữa trời rực rỡ     | Dài tập              | Đỗ Thanh Sơn     |                     | [ 19 ]    |
| 2025 | Cha tôi, người ở lại    | Dài tập              | Vũ Trường Khoa   | Bà ngoại của Nguyên | [ 20 ]    |
| 2025 | Có anh, nơi ấy bình yên | Dài tập              | Nguyễn Danh Dũng | Bà Vạn              |           |

### Phim điện ảnh
| Năm  | Tựa đề     | Vai diễn   | Đạo diễn  | Chú thích |
| ---- | ---------- | ---------- | --------- | --------- |
| 2025 | Đèn âm hồn | Bà bán mít | Hoàng Nam | [ 19 ]    |

## Giải thưởng
| Năm  | Giải thưởng            | Vở diễn         | Kết quả            | Chú thích |
| ---- | ---------------------- | --------------- | ------------------ | --------- |
| 1992 | Liên hoan sân khấu nhỏ | Đợi đến bao giờ | Diễn viên xuất sắc | [ 5 ]     |